# هنري بايرون مككولوك
هنري بايرون مككولوك هو سياسي كندي، ولد في 24 يوليو 1877، وتوفي في 5 مايو 1962. حزبياً، نشط في الحزب الليبرالي الكندي. وقد انتخب عضو مجلس العموم الكندي.